# 金丸吉生
金丸 吉生（かなまる よしお、1909年9月6日 - 1995年9月20日）は、日本の経営者、銀行家。百五銀行頭取を務めた。三重県鈴鹿市出身。

## 経歴
1934年に慶應義塾大学経済学部を卒業し、1940年に百五銀行に入行。1955年10月に取締役に就任し、1957年10月に常務、1963年10月に専務を経て、1969年5月に副頭取に就任し、1977年11月に頭取に昇格。1991年6月に会長に就任。
1980年11月に勲五等瑞宝章を受章し、1988年11月に勲三等旭日中綬章を受章。
1995年9月20日心筋梗塞のために死去。86歳没。